# SugarCRM
SugarCRM（シュガー・シーアールエム）は、有償版とオープンソースの両方で開発が進められている顧客関係管理（CRM）ソフトウェア。また、このソフトウェアを開発しているアメリカ合衆国の企業。
SugarCRMは、LAMP環境で動作し、40以上の言語に翻訳されている。

## SugarCRMのライセンス
SugarCRMは、カリフォルニアに本拠を置くSugarCRM社がソースコードの維持、改良を主導している。大半のソースコードの著作権は同社が保持するが、無償版はGPL V3でリリースされている。有償版は同社独自のライセンスで提供されている。
SugarCRM バージョン4.5以前はMozilla Public License1.1とAttribution Assurance Licenseを合わせたSugarCRM Public Licenceを用いて無償版をリリースしてきた。

## 『コマーシャル』オープンソース
SugarCRM社は同社のビジネスモデルを「コマーシャルオープンソース」と標榜している。コミュニティベースでソースコードが出来上がる従来のオープンソースモデルとは異なり、SugarCRM社が大半のソースコードを開発し、著作権も保持する。有償版を独自のライセンスで販売する一方、そのコードの一部を無償版としてコミュニティに公開するモデルである。

### バージョン 4.5以前（2007年春まで）
SugarCRMは、バージョン4.5以前、無償版にSugarCRM Public Licenceという独自のライセンスを適用していたが、オープンソース・コミュニティ内には、OSI（Open Source Initiative）の承認を受けていないライセンスを使用しながら、オープンソース・ベンダーを名乗る資格があるのかという議論があり、オープンソース・コミュニティのメンバーの中には、プロプライエタリでOSIに認定されていないSPLを採用しているSugarCRMに、厳しい目を向ける人もいた。

#### SugarCRM Public Licenceをめぐる議論
SugarCRM社が使用する「商用オープンソース(コマーシャルオープンソース)」については、SugarCRMのコミュニティにいくらかの懸念があった。同ライセンスはOSIが認定していたMozilla Public Licenseに似ていたものの、OSIはSugarCRMをオープンソースと認めていなかった。その理由として、すべてのソースコードが、SugarCRM社に実際にコントロールされていることもあげられていた(例えばコミュニティー内の開発者が、ファイルの差分のみを転送するだけで最新版を手にいれることが出来るCVSに一切アクセスが出来ず、バグを修正したり、どの種の改善もまったく行うことが出来なかった)ことに加え、すべての画面にSugarCRM社のロゴを表記するアトリビューションが必要だったためである。David Berlindのインタビューで、「SugarCRMが本当にオープンソースなのか?」との問いに、SugarCRM社のジョン・ロバーツは、既存のMozilla Public License1.1とAttribution Assurance Licenseを組み合わせているので、オープンソースであると主張した。 
2007年には、SugarCRMシュガーCRMのオープンソース・フォーラムに、「SugarCRMのライセンスの問題点と危険性」と題したスレッドが立てられていたが、2007年7月に、SugaCRMは5.0以降のバージョンにGPLv3を適用すると発表した。

### 5.0以降のコマーシャルオープンソース
SugarCRMは無償版にGPLv3を適用した現在でも、その定義を「コマーシャルオープンソース」と位置づけている。
公式サイトに、
SugarCRM is the world's leading provider of commercial open source customer relationship management (CRM) software(2007年10月4日閲覧)
と記述し、日本側の代理店でもあるオープンソースCRM社も、メールニュースで「日本初コマーシャルオープンソース」を標榜した。

## オープンソース

### バージョン 5.0以降（2007年秋季以降）
2007年7月、SugarCRM社はバージョン5.0より、無償版にGPL v3を適用すると発表した。
2007年12月 Sugar 5.0 正式版のリリース
SugarCRM共同設立者でCEOのジョン・ロバーツは、GPLv3を適用する理由を、フリー・ソフトウェア・ファウンデーションと共同でGPLv3の開発プロジェクトに参加し「考えが変わった」「初めはMPL(Mozilla Public Licence)のほうが良いライセンスだと思っていたが、長期的にはGPLが良いことがわかった」と述べた。

### 日本語版について
SugarForgeにて、Sugar Community Edition 5.0系のJapanese Langage Packが公開されている。日本語化に関する問題は、SugarCRMオープンソースフォーラムで取り扱われている。

### 日本語版の公開停止と再開
2007年5月ごろから、SugarCRM無償版の日本語パックは過去のすべてのバージョンを含めダウンロードできなくなった。日本語コミュニティでは、再開を求める声が相次いだが、日本語版の開発元であるケアブレインズ(現オープンソースCRM)は有償版のみに集中するため無償版の拡張を行っていない、または再構築中と答えたが、全ての無償版を公開停止にしている理由が回答されることはなかった。無償版全バージョンの公開停止から約5ヶ月後の、2007年10月よりGPLv3の5.0betaが公開され、その後は継続的に版を重ねている。